# Judy Kennedy
Judith Kennedy, ameriška političarka in podjetnica, * 25. oktober 1944, Salmon, Idaho, Združene države Amerike, † 15. april 2018, Newburgh, New York.
Bila je neodvisna političarka, vendar je bila do leta 2015 članica Demokratske stranke . Leta 2011 je bila Kennedyjeva izvoljena za županjo mesta Newburgh v zvezni državi New York in je to funkcijo opravljala do svoje smrti leta 2018.
V devetdesetih letih je Kennedy delala za Hewlett-Packard v Fort Collinsu v Koloradu, nato pa se je preselila v Newburgh.
Med svojim županovanjem se je Kennedyjeva osredotočila na sloves Newburgha kot enega najnevarnejših krajev za življenje v Združenih državah Amerike, in sicer z osredotočanjem na zmanjšanje kriminala, ustvarjanje poslov in oživljanje sosesk. Drugi mandat je osvojila kot neodvisna kandidatka, potem ko je leta 2015 izgubila nominacijo za demokratko.

## Mladost
Kennedy se je rodila v Salmonu v Idahu 25. oktobra 1944. Njeni starši so bili alkoholiki. Kennedyjeva je bila pri desetih letih odgovorna za svojo družino, ko jo je njena mati prisilila, da se zaposli s polnim delovnim časom kot prodajalka v trgovini. Oče je delal dve službi podnevi in ponoči. Tri leta pozneje se je Kennedyjeva z družino preselila v Baker City v Oregonu .
Po zaključeni srednji šoli se je Kennedy leta 1964 poročila z Jamesom Kennedyjem in delala kot zobozdravstvena asistentka. Leta 1981 je vložila zahtevo za ločitev in prevzela skrbništvo nad štirimi otroki.

## Izobrazba in karierna pot
Kennedyjeva je poučevala domače obrti, v lokalni cerkveni ženski organizaciji v Baker Cityju. Bila je predsednica cerkvene mladinske skupine. Bila je tudi sopredsednica številnim prizadevanjem cerkve za zbiranje sredstev. Kasneje je Kennedy postala predsednik konference delovnih žensk.
Po ločitvi je študirala na East Oregon State College. Kasneje se je prepisala na Colorado State College, kjer je leta 1982 pridobila diplomo iz poslovne administracije.
V devetdesetih letih se je Kennedy preselila v Fort Collins v Koloradu in delal za Hewlett-Packard, med drugim kot svetovalka za Univerzo Baylor in Albertsons. Septembra 2006 se je preselila v Newburgh v New Yorku, da bi pomagala preurediti sinovo rezidenco in živeti bližje z njim.

### Županja mesta Newburgh, New York
Kennedyjeva je leta 2011 kandidirala za županjo Newburgha, potem ko je bila ogorčena zaradi 71-odstotnega dviga davčne stopnje. Ustanovila je skupino, katere člani so zbirali podpise za peticijo, ki je bila predana državnim uradnikom v Albanyju v New Yorku . Zamenjala je  gospoda republikanca Nicholasa J. Valentina. Kennedy je prisegla 1. januarja 2012. Njena platforma je vključevala razširitev davčne osnove za znižanje davkov za vse, povečanje števila delovnih mest z minimalno plačo in reformo vlade, da bo bolj temeljila na podatkih in se osredotočala na merljive rezultate.
Kennedyjeva si je prizadevala sprementi sloves Newburgha kot enega najnevarnejših krajev za življenje v ZDA. Osredotočila se je na zmanjšanje kriminala, ustvarjanje novih podjetij in oživljanje sosesk. Svoj prvi mandat je začela z objavo ustanovitve skupnostnih akcijskih skupin s ciljem reševanja vprašanj, ki segajo od olepševanja in ustvarjanja delovnih mest do javne varnosti in mestnega festivala umetnosti in dediščine. Tri mesece po začetku svojega prvega mandata je Kennedyjeva nadzorovala policijsko streljanje na Michaela Lembharda, kar je povzročilo proteste, ki so vključevali spopade med protestniki in policijo. Ena njenih glavnih kritikov v tistem času, aktivistka Omari Shakur, je podprla Kennedyjevo kampanjo za ponovno izvolitev leta 2015.
Kennedyjeva je leta 2015 dobila drugi mandat kot kandidatka Neodvisne stranke. Na splošnih volitvah je premagala svetnika Jonathana Jacobsona (ki jo je premagal na demokratskih primarnih volitvah).
Maja 2016 je Kennedyjeva dobila diagnozo raka na jajčnikih, vendar je nadaljevala svoje svetniško delo. Aprila 2017 je v Newburghu potekalo praznovanje njenega življenja, ki se ga je udeležilo na desetine prebivalcev, da bi jo počastili. Kennedy je tisti mesec odšel na zdravljenje v Mehiko.
V intervjuju marca 2018 je Kennedyeva razmišljala o svojih prihodnjih težnjah za Newburgh in pripomnila, da je njeno največje upanje, da "ljudje odložijo svoje ostre jezike in orožje ter se odločijo sodelovati". Kritizirala je tudi zvezno državo New York, ker Newburghu ni zagotovila denarja, in pripomnila, da "gre za počasen napredek. Nimava denarja. Od nekdaj smo bili mesto v denarni stiski,« pa je ostala optimistična glede izboljšanja kriminala v mestu.
Po njeni smrti so razpravljali o posebnih volitvah, ki bi bile izvedene novembra 2018, da bi določili njenega naslednika na županski funkciji. Vendar pa je maja 2018 mestni svet za Kennedyjevega naslednika imenoval svetnika Torrancea Harveyja.

## Smrt
Kennedyeva je 15. aprila 2018 v starosti 73 let umrla zaradi raka na jajčnikih v bolnišnici v Newburghu.
V odgovor na njeno smrt je predstavnik ZDA Sean Patrick Maloney na Twitterju izdal izjavo: »Z Judy Kennedy sva imela rada to mesto Newburgh in videl sem jo v akciji, kako vsak dan dela, da bi Newburgh postal mesto, ki si ga njegovi čudoviti ljudje zaslužijo."
Spominska slovesnost je potekala 19. aprila v centru enotnosti Newburgh Armory. Prisotni so bili družinski in lokalni politiki, vključno z ameriškim predstavnikom Maloneyjem.